# Советская администрация в Северной Трансильвании
Советская администрация в Северной Трансильвании — временное военное управление, установленное Советской армией на освобождённой территории Северной Трансильвании в конце Второй мировой войны, до восстановления румынской гражданской администрации весной 1945 года.

## История

### Венское арбитражное решение
30 августа 1940 года в результате Второго Венского арбитража, проведённого при посредничестве нацистской Германии и фашистской Италии, Румыния была вынуждена уступить Северную Трансильванию Венгрии.

### Переход Румынии на сторону союзников
23 августа 1944 года в результате государственного переворота в Румынии была свергнута диктатура маршала Иона Антонеску, и страна начала переговоры с союзниками о перемирии, включая Советский Союз.

### Московское перемирие
12 сентября 1944 года в Москве было подписано Соглашение о перемирии между правительством Румынии и союзными державами. Документ аннулировал положения арбитража и предусматривал возвращение Трансильвании Румынии после заключения мирного договора. В пункте 19 соглашения указывалось, что союзники признают арбитражные решения недействительными и согласны вернуть Трансильванию (или её значительную часть) Румынии.
20 января 1945 года в Москве аналогичное соглашение подписала и Венгрия, обязавшись вывести войска на границы 1937 года и отменить все акты аннексии соседних территорий.

### Освобождение региона
С сентября по октябрь 1944 года румынские и советские войска провели боевые действия против немецко-венгерских сил на территории Трансильвании, включая бои у Орба-де-Муреш, Иернута и Дялул-Сынджорджа. Постепенно Северная Трансильвания была освобождена, и румынские власти начали подготовку к восстановлению администрации согласно статье 17 Соглашения о перемирии.

## Советская администрация

### Выселение румынской администрации
11 ноября 1944 года Красная армия начала принудительное выдворение румынской гражданской администрации с территории Северной Трансильвании. Это объяснялось как неспособностью поддерживать порядок, так и возможным политическим давлением со стороны советского руководства.

### Ответ Москвы на обращения Бухареста
Несмотря на неоднократные обращения правительства Румынии к советским властям о восстановлении управления в регионе, Москва настаивала на том, что этот вопрос может быть решён лишь после заключения мирного договора.

### Восстановление румынского управления
Перелом наступил в марте 1945 года после формирования правительства Петру Грозы. 9 марта 1945 года Иосиф Сталин дал согласие на восстановление румынской администрации. 4 апреля 1945 года был принят Закон № 260 о правовом режиме в Северной Трансильвании и признании прав, приобретённых во время венгерской оккупации.
10 февраля 1947 года по условиям Парижского мирного договора Северная Трансильвания официально была возвращена Румынии.